# Marshall (Minnesota)
Marshall és una població dels Estats Units a l'estat de Minnesota. Segons el cens del 2000 tenia 12.735 habitants.

## Demografia
Segons el cens del 2000, Marshall tenia 12.735 habitants, 4.914 habitatges, i 2.914 famílies. La densitat de població era de 593,1 habitants per km².
Dels 4.914 habitatges en un 30,5% hi vivien nens de menys de 18 anys, en un 48% hi vivien parelles casades, en un 8,6% dones solteres, i en un 40,7% no eren unitats familiars. En el 30,4% dels habitatges hi vivien persones soles el 12,1% de les quals corresponia a persones de 65 anys o més que vivien soles. El nombre mitjà de persones vivint en cada habitatge era de 2,39 i el nombre mitjà de persones que vivien en cada família era de 3,04.
Per edats la població es repartia de la següent manera: un 23,9% tenia menys de 18 anys, un 19,1% entre 18 i 24, un 26,8% entre 25 i 44, un 17,7% de 45 a 60 i un 12,4% 65 anys o més.
L'edat mediana era de 30 anys. Per cada 100 dones de 18 o més anys hi havia 90,5 homes.
La renda mediana per habitatge era de 37.950 $ i la renda mediana per família de 52.284 $. Els homes tenien una renda mediana de 35.478 $ mentre que les dones 21.640 $. La renda per capita de la població era de 18.588 $. Entorn del 7,8% de les famílies i el 12,4% de la població estaven per davall del llindar de pobresa.

## Poblacions més properes
El següent diagrama mostra les poblacions més properes.